# Índice de Lerner
O Índice de Lerner, formalizado em 1934 por Abba Lerner, descreve o poder de mercado exercido por uma empresa. É definido por: 
{\displaystyle L={\frac {P-CMg}{P}}}
Onde P é o preço de mercado estabelecido pela empresa e CMg é o custo marginal da empresa. O índice varia de 1 a -1 e 0, com números mais altos implicando maior poder de mercado. Para uma empresa perfeitamente competitiva (onde P = CMg), e onde o L = 0; essa empresa não tem poder de mercado. Quando CMg = 0, o índice de Lerner é igual a um, indicando a presença de poder de monopólio. 
O principal problema dessa medida, no entanto, é que é quase impossível reunir as informações necessárias sobre preços e principalmente sobre os custos. 
O índice de Lerner é equivalente ao inverso negativo da fórmula {\displaystyle E_{d}} para o cálculo da elasticidade-preço da demanda que a empresa enfrenta, quando o preço escolhido, P, é aquele que maximiza os lucros disponíveis devido à existência de poder de mercado. 
{\displaystyle L={\frac {-1}{E_{d}}}}
(Aqui, {\displaystyle E_{d}} é uma expressão da curva de demanda da empresa, não da curva de demanda do mercado.) 
O índice de Lerner descreve a relação entre elasticidade e margens de preço para uma empresa que maximiza o lucro; nunca pode ser maior que um. Se o índice de Lerner não puder ser maior que um, o valor absoluto da elasticidade da demanda nunca poderá ser menor que um (a elasticidade nunca poderá ser maior que -1). A interpretação dessa relação matemática é que uma empresa que está maximizando lucros nunca irá operar ao longo da parte inelástica de sua curva de demanda. 